# Nicholas Minorsky
Nicholas Minorsky, nato Nikolai Fyodorovich Minorsky (in russo Николай Федорович Минорский?; Korčeva, 24 settembre 1885 – Italia, 31 luglio 1970), è stato un ingegnere e matematico statunitense di origine russa.
Fu noto soprattutto per i suoi studi di teoria del controllo e per la prima proposta d'applicazione di controller PID nei sistemi di governo automatico per le navi della Marina statunitense.

## Biografia
Nicholas Minorsky nacque il 24 settembre 1885 a Korcheva, Tver, a nord-ovest di Mosca, sull'alto fiume Volga, una città ora sommersa sotto il bacino idrico di Ivankovo. Educato alla Nikolaev Maritime Academy di San Pietroburgo, si laureò nel 1908 e poi entrò con il grado di tenente nella Marina imperiale russa. Dal 1908 al 1911 studiò nel dipartimento di Ingegneria Elettrica dell'Università di Nancy, conseguendo prima il diploma di elettricista in ingegneria. Nel 1912 conseguì la licenza in scienze, sempre all'università di Nancy. Ritornò quindi a San Pietroburgo e studiò all'Imperiale Istituto di Tecnologia di San Pietroburgo, laureandosi in ingegneria elettromeccanica nel 1914. Dopo la laurea, prestò servizio nella flotta dal 1914 al 1916. Dal 1916 al 1917 Minorsky fu sovrintendente di girobussole e docente di fenomeni giroscopici e applicazioni presso la Nikolaev Maritime Academy dove inventò il girometro, un indicatore di velocità angolare che nei test confrontò con la sensibilità dell'occhio umano nel rilevare le velocità angolari.
Tra il 1917 al 1918 fu addetto navale presso l'ambasciata russa di Parigi finché nel giugno 1918, a causa della guerra civile russa, decise di emigrare negli Stati Uniti.
Dal 1918 al 1922 Minorsky lavorò come assistente di CP Steinmetz presso il General Electric Research Laboratory di Schenectady, New York, e poi nel 1922 aiutò nell'installazione e nel collaudo dello sterzo automatico a bordo della corazzata USS New Mexico. In relazione a questo lavoro Minorsky ha scritto un articolo che introduce il concetto di controllo integrale e derivato che costituisce una delle prime discussioni formali sulla teoria del controllo in lingua inglese.  Oggi, questa analisi è considerata pionieristica e fondamentale per la teoria del controllo come i lavori di James Clerk Maxwell, Edward John Routh e Adolf Hurwitz .
Dal 1924 al 1934 Nicholas Minorsky fu professore di elettronica e fisica applicata all'Università della Pennsylvania, conseguendo il dottorato in fisica presso la medesima istituzione nel 1929.
Dal 1934 al 1940, per conto del Dipartimento della Marina degli Stati Uniti d'America, Minorsky lavorò alla stabilizzazione del rollio delle navi nel laboratorio sperimentale presso il New York Navy Yard , progettando nel 1938 un sistema di stabilizzazione del serbatoio attivato in una nave modello da 5 tonnellate. Una versione in scala reale del sistema fu testata nella USS Hamilton, ma presentava problemi di stabilità del controllo e con lo scoppio della Seconda Guerra Mondiale ogni ulteriore sviluppo del progetto fu interrotto.
Dal 1940 al 1946 Minorsky fu consulente speciale del direttore del David Taylor Model Basin, continuando le sue indagini sulla stabilizzazione attiva delle navi e sulla guerra antisommergibile, interessandosi anche di meccanica non lineare. 
Nel 1946 si trasferì in California presso la divisione di ingegneria meccanica della Stanford University, dove continuò i suoi studi riprendendo i test su vasta scala del sistema di stabilizzazione attiva delle navi, questa volta a bordo della USS Peregrine.
Nel secondo dopoguerra grande fu il contributo di Nicholas Minorsky nel diffondere e far conoscere negli Stati Uniti gli studi di meccanica non lineare che grande sviluppo stavano avendo in quegli anni in Unione Sovietica.
Dopo il pensionamento abitò con la moglie, di origine francese, nel sud della Francia ma dalla fine degli Anni Cinquanta un'intensa collaborazione con il matematico Giovanni Sansone portò il Minorsky a soggiornare spesso nella città di Firenze, dove frequentò l'Istituto di Matematica "U.Dini" dell'Ateneo Fiorentino. Negli ultimi anni della sua vita continuò a lavorare, a tenere conferenze in Europa e a scrivere articoli per varie riviste, finché si spense nel 1970.

## Fondo librario
Nel 1969 Minorsky donò alla Sede di Matematica della Biblioteca di Scienze dell'Università di Firenze 172 volumi e 683 estratti miscellanei - 80 dei quali scritti da lui - che andarono a costituire l'attuale Fondo librario Nicholas Minorsky.

## Premi
1955 Premio Montyon dell'Accademia francese delle scienze.

## Opere
Elenco di opere selezionate:

### Monografie
- (EN) N. Minorsky, Introduction to non-linear mechanics: Topological methods, analytical methods, non-linear resonance, relaxation oscillations, J.W. Edwards, 1947, ISBN 978-93-336-9885-6.
- (EN) N. Minorsky, Dynamics and Nonlinear Mechanics: The Theory of Oscillations, collana Surveys in Applied Mathematics, Wiley, 1958,  pp. 110-206, ISBN 978-1-124-15874-7.   N. Minorsky, Dynamics and Nonlinear Mechanics: The Theory of Oscillations, collana Surveys in Applied Mathematics, Wiley, 1958,  pp. 110-206, ISBN 978-1-124-15874-7.
- (EN) Investigation of Nonlinear Control Systems, con la collaborazione di Giovanni Sansone, Roberto Conti, Washington, Office of Naval Research, Dept. of the Navy, 1960-1963.

### Articoli
- (EN) Minorsky, N., Directional stability of automatically steered bodies, in J. Amer. Soc of Naval Engineers, vol. 34, n. 2, 1922,  pp. 280-309, DOI:10.1111/j.1559-3584.1922.tb04958.x.
- (EN) Minorsky, N., Phenomenon of direct-current self excitation in vacuum tubes circuits and in applications, in J. Franklin Inst., vol. 203, Feb, 1927,  pp. 181-209, DOI:10.1016/S0016-0032(27)92437-5.
- (EN) Minorsky, N., Automatic steering test, in J. Amer. Soc. Nav. Eng., vol. 42, 1930.
- (EN) Minorsky, N., Ship stabilization by activated tank: An experimental investigation, in Engineer, Aug, 1934.
- (EN) Minorsky, N., The principles and practice of automatic control, in Engineer, vol. 9, Mar, 1937.
- (EN) Minorsky, N., Note on the angular motion of ships, in J. Appl. Mech., vol. 45, Sep, 1941.
- (EN) Minorsky, N., Control Problems, in J. Franklin Inst., vol. 232, Nov. and Dec, 1941,  pp. 451–487, 519–551, DOI:10.1016/s0016-0032(41)90178-3.
- (EN) Minorsky, N., Self-excited in dynamical systems possessing retarded actions, in J. Appl. Mech., vol. 9, June, 1942.
- (EN) Minorsky, N., On mechanical self-excited oscillations, in Proc. Natl. Acad. Sci. U.S.A., vol. 30, Oct, 1944,  pp. 308-314, DOI:10.1073/pnas.30.10.308, PMID 16578134.
- (EN) Minorsky, N., On non-linear phenomenon of self-rolling, in Proc. Natl. Acad. Sci. U.S.A., vol. 31, Nov, 1944,  pp. 346-349, DOI:10.1073/pnas.31.11.346, PMID 16578177.
- (EN) Minorsky, N., On parametric excitation, in J. Franklin Inst., vol. 240, July, 1945,  pp. 25-46, DOI:10.1016/0016-0032(45)90217-1.
- (EN) Minorsky, N., A dynamical analogue, in J. Franklin Inst., vol. 243, Feb, 1947,  pp. 131-149, DOI:10.1016/0016-0032(74)90312-3.
- (EN) Minorsky, N., Experiments with activated tanks, in Trans. ASME, vol. 69, Oct, 1947,  p. 735.
- (EN) Minorsky, N., Self-excited mechanical oscillations, in J. Appl. Phys., vol. 19, Apr, 1948,  pp. 332-338, DOI:10.1063/1.1715068.
- (EN) Minorsky, N., Modern nonlinear trends in engineering, in Appl. Mech. Rev., Mar, 1951.
- (EN) Minorsky, N., Stationary solutions of certain nonlinear differential equations, in J. Franklin Inst., vol. 254, Jul, 1952,  pp. 21-42, DOI:10.1016/0016-0032(52)90003-3.
- (EN) Minorsky, N., On interaction of non-linear oscillations, in J. Franklin Inst., vol. 256, Aug, 1953,  pp. 147-165, DOI:10.1016/0016-0032(53)90941-7.
- (FR) Minorsky, N., Sur l’interaction des oscillation non-linéaires, in Rendiconti del Seminario Matematico e Fisico di Milano, vol. 25, 1955,  pp. 145-163, DOI:10.1007/BF02923816.
- (EN) Minorsky, N., On synchronous actions, in J. Franklin Inst., vol. 259, Mar, 1955,  pp. 209-219, DOI:10.1016/0016-0032(55)90825-5.
- (EN) Minorsky, N., Theoretical aspects of nonlinear oscillations, in IRE Trans. Circuit Theory, CT-7, Dec, 1960,  pp. 368-381, DOI:10.1109/TCT.1960.1086717.

### Brevetti
- A US patent 1306552 A, N. Minorsky, "Gyrometer", published 1919-06-10,  assigned to The Sperry Gyroscope company
- A US patent 1372184 A, N. Minorsky, "Angular-velocity-indicating apparatus", published 1921-03-22,  assigned to N. Minorsky